# Kersten Krüger
Kersten Krüger (* 10. Juli 1939 in Berlin) ist ein deutscher Historiker.

Der Sohn eines Marinearztes legte 1959 das Abitur in Göttingen ab. Er studierte von 1959 bis 1968 Geschichte, Anglistik und Skandinavistik an den Universitäten Göttingen, Köln, München, Kiel, Hamburg und Kopenhagen. 1967 legte er das erste Staatsexamen ab. Im Jahre 1968 wurde er bei Gerhard Oestreich an der Universität Hamburg promoviert mit einer Arbeit über die Einnahmen und Ausgaben der dänischen Rentmeister von 1588 bis 1628. Von 1968 bis 1978 war er als Assistent und Dozent an der Universität Marburg tätig. 1978 erfolgte seine Habilitation in Marburg. Krüger hatte von 1978 bis 1986 Vertretungsprofessuren an den Universitäten Kassel, Gießen, Hamburg, Münster und Oldenburg inne. Von 1986 bis 1993 war er Professor für Skandinavische Geschichte an der Universität Hamburg. Von 1993 bis zu seiner Emeritierung 2004 lehrte er als Professor für Geschichte der Neuzeit an der Universität Rostock. Auch nach seiner Emeritierung führt er Lehrveranstaltungen an der Universität Rostock durch. Von 2004 bis 2006 übernahm er dort die Vertretung der Professur für Geschichte der Neuzeit.
Krügers Forschungsschwerpunkte sind die Geschichte der Frühen Neuzeit (16. bis 18. Jahrhundert) sowie die Geschichte der Universität Rostock. Für die Reihe Enzyklopädie deutscher Geschichte verfasste er eine Darstellung über die Landständische Verfassung. Krüger wurde 1974 Mitglied in der Commission internationale pour l'Histoire des Assemblées d'État, 1978 in der Historischen Kommission für Hessen in Marburg, 1984 im Kuratorium des Instituts für vergleichende Städtegeschichte in Münster und 1988 in der Det Kongelige Danske Selskab for Fædrelandets Historie in Kopenhagen.

## Schriften (Auswahl)
Monografien
- Johann Oldendorp und die Reform der Universität Marburg 1560–1564. Abschiedsvorlesung am 27. Januar 2006 in der Aula der Universität (= Rostocker Universitätsreden. H. 15). Rostock 2006.
- Formung der frühen Moderne. Ausgewählte Aufsätze (= Geschichte. Forschung und Wissenschaft. Bd. 14). Lit, Münster 2005, ISBN 3-8258-8873-8.
- Die landständische Verfassung (= Enzyklopädie deutscher Geschichte. Bd. 67). Oldenbourg, München 2003, ISBN 3-486-55018-7 (Rezension).
- Finanzstaat Hessen 1500–1567. Staatsbildung im Übergang vom Domänenstaat zum Steuerstaat (= Veröffentlichungen der Historischen Kommission für Hessen. Bd. 24, 5 = Quellen und Darstellungen zur Geschichte des Landgrafen Philipp des Großmütigen. Bd. 5). Elwert, Marburg 1980, ISBN 3-7708-0699-9.
- Die Einnahmen und Ausgaben der dänischen Rentmeister. 1588–1628. Ein Beitrag zur frühneuzeitlichen Finanzgeschichte. Elwert, Marburg 1970, ISBN 3-7708-0428-7 (Zugleich: Hamburg, Universität, Dissertation, 1968).

Herausgeberschaften
- Die Universität Rostock zwischen Sozialismus und Hochschulerneuerung. Zeitzeugen berichten (= Rostocker Studien zur Universitätsgeschichte. Bd. 1–3). 3 Bände. Universität Rostock, Rostock 2007–2009, ISBN 978-3-86009-014-5; ISBN 978-3-86009-027-5; ISBN 978-3-86009-064-0.
- mit Jobst D. Herzig, Catharina Trost: Die Universität Rostock 1945–1946. Entnazifizierung und Wiedereröffnung (= Rostocker Studien zur Universitätsgeschichte. Bd. 6). Universität Rostock, Rostock 2008, ISBN 978-3-86009-037-4.
- mit Stefan Kroll: Städtesystem und Urbanisierung im Ostseeraum in der Frühen Neuzeit. Urbane Lebensräume und historische Informationssysteme. Beiträge des wissenschaftlichen Kolloquiums in Rostock vom 15. und 16. November 2004 (= Geschichte. Forschung und Wissenschaft. Bd. 12). Lit, Münster 2006, ISBN 3-8258-8778-2 (Rezension).
- Schweden in Europa (= Beiträge zur deutschen und europäischen Geschichte. Bd. 3). Krämer, Hamburg 1990, ISBN 3-926952-24-5.
- mit Stefan Kroll: Militär und ländliche Gesellschaft in der frühen Neuzeit (= Herrschaft und soziale Systeme in der frühen Neuzeit. Bd. 1). Lit, Münster u. a. 2000, ISBN 3-8258-4758-6.
- mit Stefan Kroll: Die Sozialstruktur der Städte Kiel und Altona um 1800. Demographie, Erwerbsstruktur und wirtschaftliche Leistungsfähigkeit (= Studien zur Wirtschafts- und Sozialgeschichte Schleswig-Holsteins. Bd. 29). Wachholtz, Neumünster 1998, ISBN 3-529-02929-7.
- Europäische Städte im Zeitalter des Barock. Gestalt – Kultur – Sozialgefüge (= Städteforschung. Reihe A: Darstellungen. Bd. 28). Böhlau, Köln u. a. 1988, ISBN 3-412-05987-0.
- Universitätsgeschichte und Zeitzeugen. Die Verwaltung der Universität Rostock und Nachträge (= Rostocker Studien zur Universitätsgeschichte. Bd. 15, 1–2). 2 Bände. Universität Rostock, Rostock 2011, ISBN 978-3-86009-122-7.